# Motor Music
Motor Music — німецький звукозаписний лейбл, утворений на початку 90-х років минулого століття. Має відділення в Гамбурзі і Берліні.
Серед виконавців, які коли-небудь видавали свої платівки на цьому лейблі були:
- 4Lyn
- Die Ärzte
- Muse
- Editors
- Emigrate
- Rammstein
- Sum 41
- Die Ärzte
- Onyx
- Stella Getz
- Muse
- Robert Miles
- Veljanov
- Los Colorados